# Ernie Morrison
Pour les articles homonymes, voir Morrison.
Ernest Fredric « Ernie » Morrison, né le 20 décembre 1912 à La Nouvelle-Orléans, en Louisiane, et mort le 24 juin 1989 à Lynwood, en Californie, est un acteur américain connu pour avoir joué Sunshine Sammy dans Les Petites Canailles. 

## Biographie
Il apparut entre 1922 et 1924 dans Les Petites Canailles dont il est le premier acteur afro-américain. Il sera remplacé par Eugene Jackson dans la série.
Il n'est pas le seul acteur noir dans la période du Pathé du muet : il y a Allen Hoskins (en) ou Eugene Jackson ; dans la période du Pathé du parlant, il y a Stymie Beard ou Billie Thomas (en)].
Il meurt le 24 juin 1989 à l'âge de 76 ans d'un cancer à Lynwood et est enterré au Inglewood Park Cemetery (en) à Ingelwood, en Californie.

## Filmographie sélective

### Cinéma
- 1920 : Le Manoir hanté (Haunted Spooks) d'Alfred J. Goulding et Hal Roach
- 1920 : Oh! La belle voiture ! (Get Out and Get Under) de Hal Roach
- 1920 : Quel numéro demandez-vous ? (Number, Please?) de Hal Roach et Fred C. Newmeyer
- 1922 : Our Gang (en) de Robert F. McGowan et Fred C. Newmeyer
- 1923 : The Big Show de Robert F. McGowan
- 1940 : Boys of the City (en) de Joseph H. Lewis
- 1940 : That Gang of Mine (en) de Joseph H. Lewis
- 1940 : Un loup dans la bergerie (en) (Pride of the Bowery) de Joseph H. Lewis
- 1941 : Bowery Blitzkrieg (en) de Wallace Fox
- 1941 : Spooks Run Wild de Phil Rosen
- 1942 : Mr. Wise Guy (en) de William Nigh
- 1942 : L'amour n'est pas en jeu (In This Our Life) de John Huston et Raoul Walsh
- 1942 : Let's Get Tough! (en) de Wallace Fox
- 1942 : Smart Alecks (en) de Wallace Fox
- 1942 : 'Neath Brooklyn Bridge (en) de Wallace Fox
- 1943 : Kid Dynamite (en) de Wallace Fox
- 1943 : L'Homme-singe (The Ape Man) de William Beaudine
- 1943 : Clancy Street Boys (en) de William Beaudine
- 1943 : Ghosts on the Loose de William Beaudine

### Télévision
- 1974 : Good Times (en), saison 1, épisode 11 : The TV Commercial de Herbert Kenwith (en)